# Montenegrinska
Montenegrinska (crnogorski /црногорски) är sedan införandet av Montenegros konstitution, antagen den 22 oktober 2007, ett officiellt språk i landet. Språket tillhör den sydvästslaviska språkgruppen och den ijekaviska-štokaviska dialekten och skrivs med både det latinska och det kyrilliska alfabetet. Många har betraktat och betraktar fortfarande montenegrinska som en dialekt av serbiskan och en majoritet av invånarna i Montenegro (64% i folkräkningen 2003) deklarerar att de talar serbiska framför montenegrinska.

## Nya bokstäver
Språket har, efter ett standardiseringsarbete av en grupp montenegrinska lingvister på uppdrag av regeringen, fått två nya bokstäver – Ś och Ź – vilka skulle motsvaras av Ć och З́ i det kyrilliska alfabetet. Detta särskiljer montenegrinskan från sina syskonspråk. Huruvida det finns lingvistiska grunder till införandet av dessa nya bokstäver eller om det bara är symboliskt för att distansera montenegrinskan har diskuterats. I nordvästra Montenegro finns det dialekter som har utvecklat särskilda ljud från bokstavskombinationerna sj och zj, vilka skulle betecknas med ś och ź med den nya montenegrinska ortografin. Till exempel vore sjedi ("sitt!") på bosniska śedi på montenegrinska, medan zjenica ("pupill") vore źenica. Detta är dock inte ett uttal som förekommer i hela Montenegro, och det är inte heller unikt för landet, då ljuden också förekommer hos serber i östra Bosnien och Hercegovina.
- A B C Č Ć D Dž Đ E F G H I J K L Lj M N Nj O P R S Š Ś T U V Z Ź Ž.
- А Б Ц Ч Ћ Д Џ Ђ Е Ф Г Х И Ј К Л Љ М Н Њ O П Р С Ш Ć Т У В З З́ Ж.

## Kritik
Standardiseringsreformen har kritiserats av Dragan Koprivica, författare, professor och det socialistiska oppositionspartiet SNP:s talesman, som menar att språkfrågan utnyttjas av regeringen i politiskt syfte. Även andra i Montenegro har riktat kritik till att klassificera montenegrinska som något annat än en serbisk dialekt och jämför situationen med hur engelska anses vara samma språk i många länder världen över.

## Andra språk i Montenegro
Förutom montenegrinska har även serbiska, bosniska och kroatiska samt albanska (som lingvistiskt inte är närbesläktat med de övriga) officiell status i Montenegro.